# Żarnów

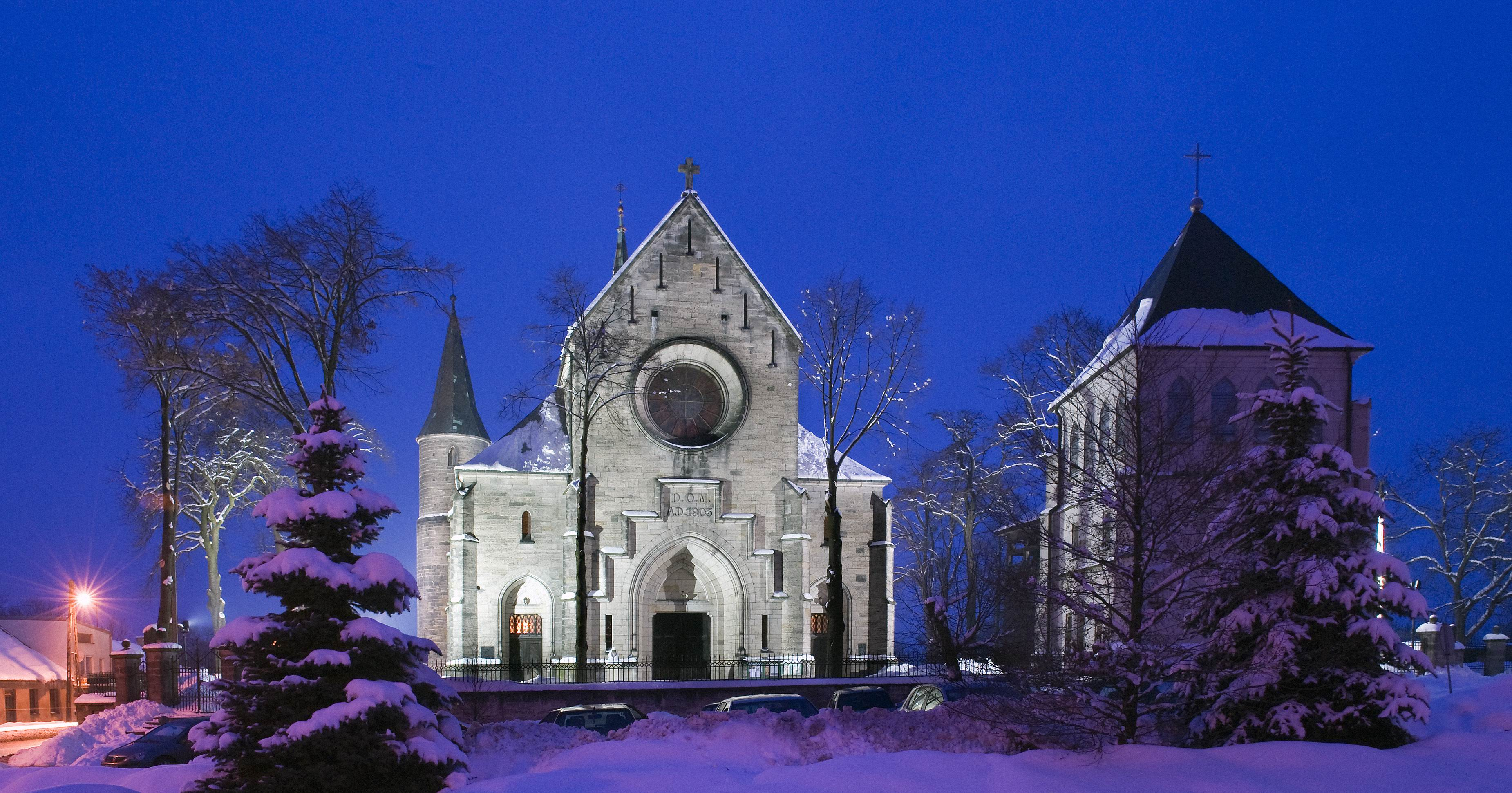
Kościół św. Mikołaja

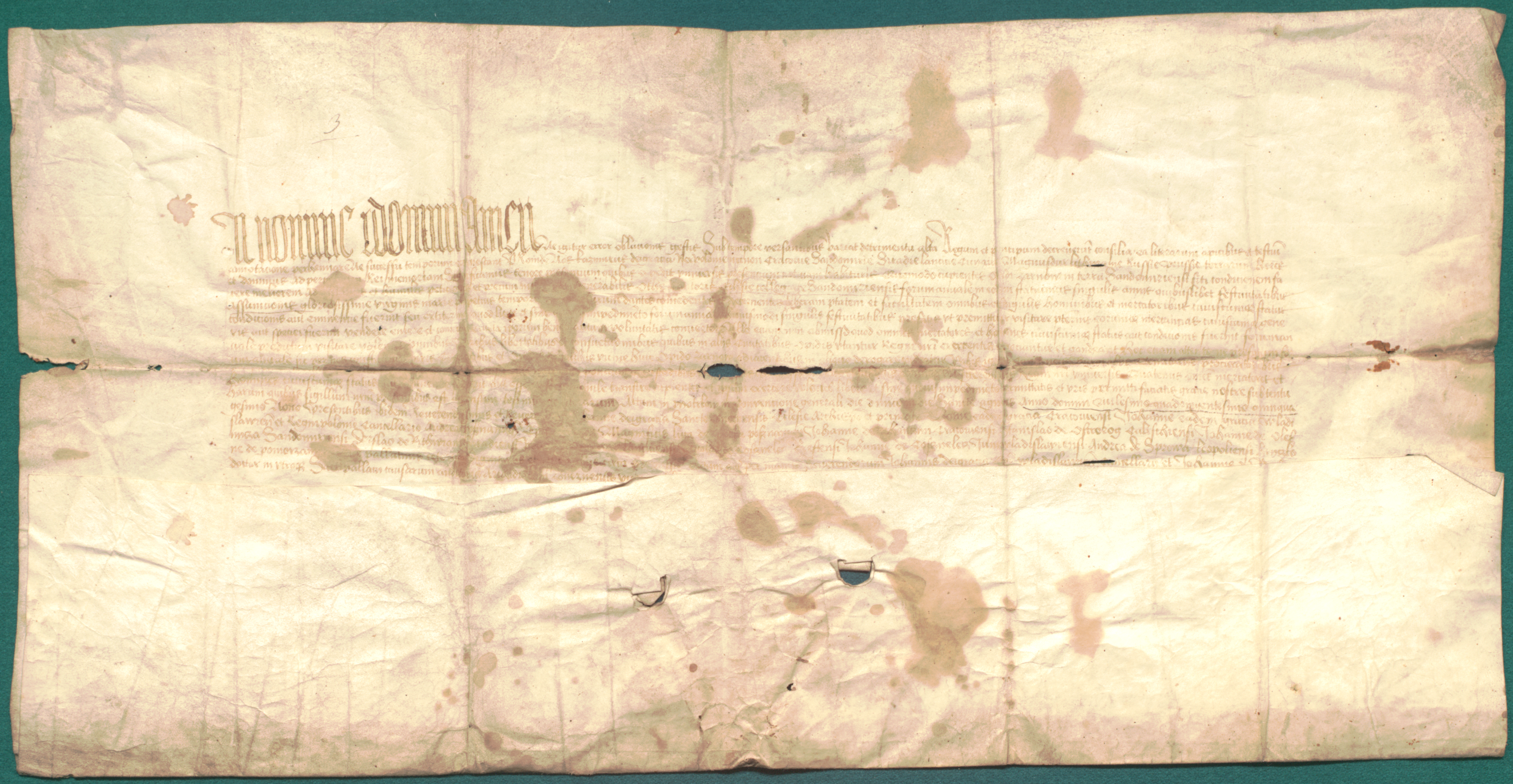
Kazimierz Jagiellończyk ustanawia w mieście Żarnowie jarmark na 15 sierpnia

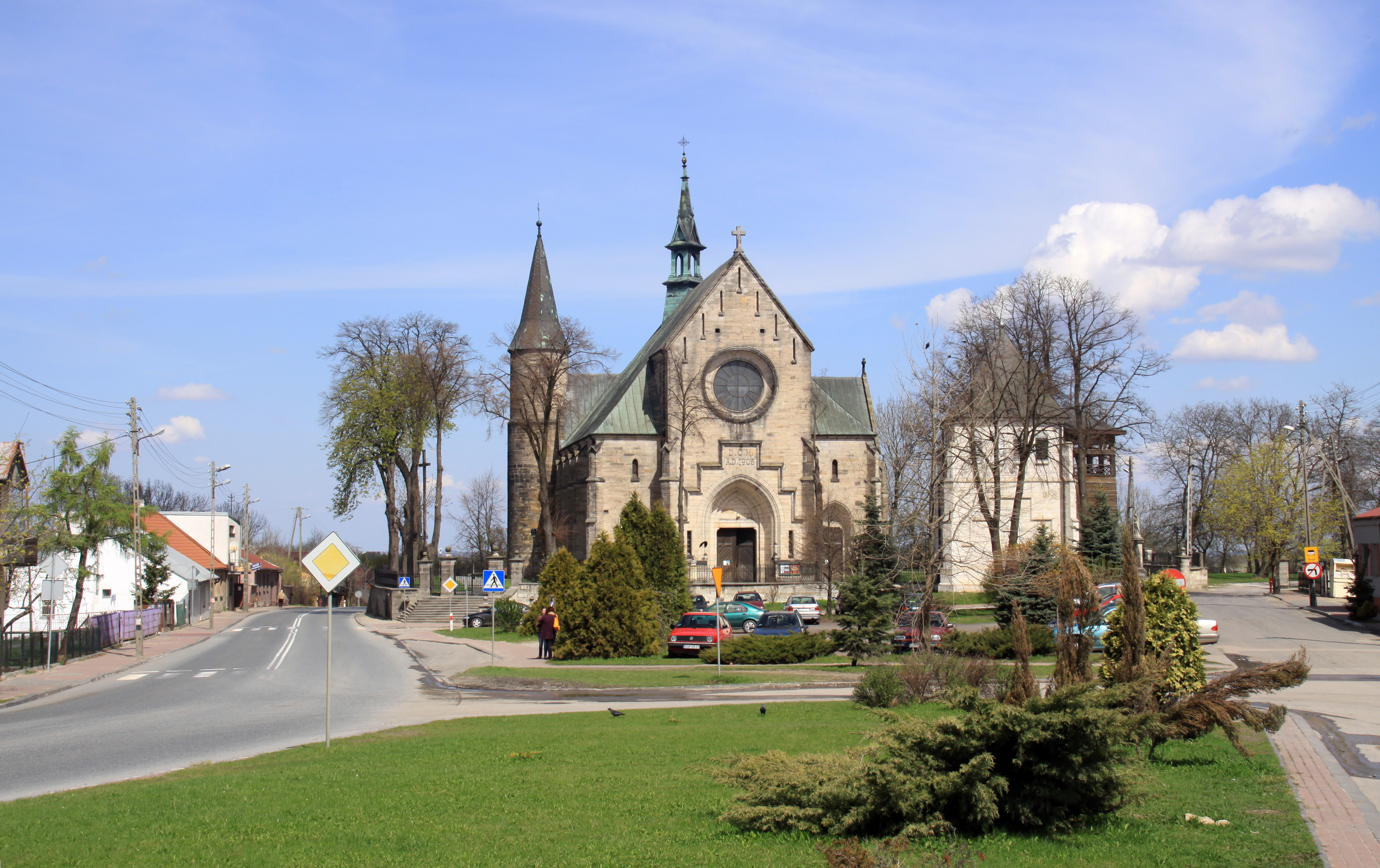
Fragment rynku (placu Piłsudskiego)

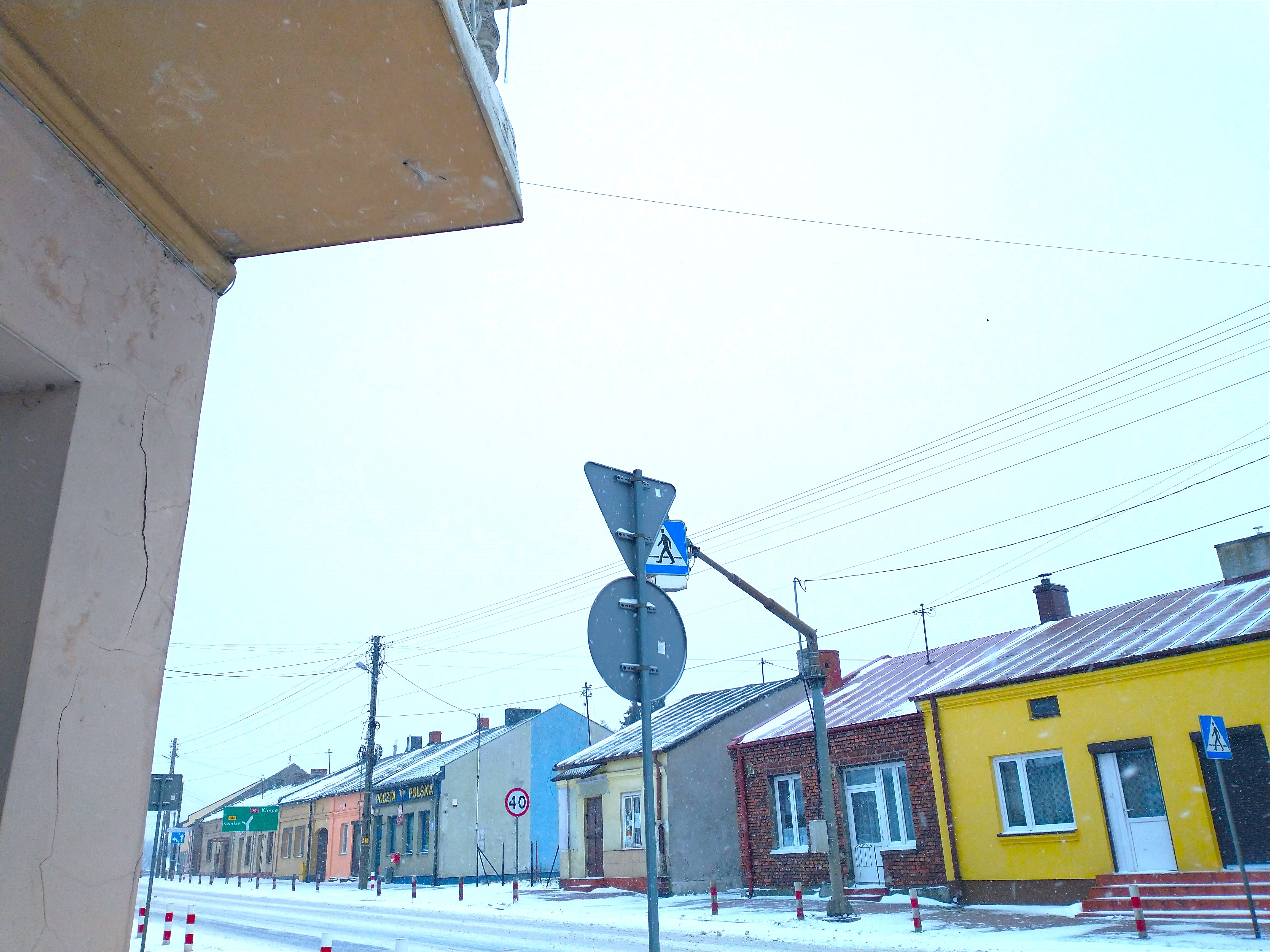
Kamienice w centrum miasta

Żarnów – miasto w Polsce położone w województwie łódzkim, w powiecie opoczyńskim, siedziba miejsko-wiejskiej gminy Żarnów oraz rzymskokatolickiej parafii św. Mikołaja w Żarnowie. Przez Żarnów przebiega droga krajowa nr 74 oraz dwie drogi wojewódzkie: nr 726 i nr 746.
Żarnów uzyskał lokację miejską w 1360 roku, zdegradowany około 1577 roku, ponownie posiadał prawa miejskie w latach 1655–1662 oraz od 1786. Został ponownie pozbawiony praw miejskich 13 stycznia 1870 i włączony do gminy Trojanowice w powiecie opoczyńskim, którą przekształcono w gminę Topolice. W latach 1870–1954 siedziba wiejskiej gminy Topolice, 1954–1972 gromady Żarnów, a od 1973 gminy Żarnów. W latach 1975–1998 należał administracyjnie do województwa piotrkowskiego. Żarnów znajduje się na ziemi sandomierskiej, będącej częścią Małopolski. 1 stycznia 2024 odzyskał status miasta.

## Historia
Wieś założona przed 1065 (pierwsza wzmianka w tzw. Falsyfikacie Mogileńskim), jedna z najstarszych polskich kasztelanii. W 1136 r. Bulla papieża Innocentego II wydana dla arcybiskupstwa gnieźnieńskiego wymieniła wśród innych grodów Polski Centralnej Sarnov – czyli Żarnów. Gród był siedzibą kasztelanii żarnowskiej, jednej z kasztelanii zapilickich – grupy trzech ośrodków administracji państwowej w Żarnowie, Skrzynnie/Skrzyńsku i Małogoszczu. Za rządów Konrada Mazowieckiego księstwo łęczyckie utraciło w 1239 r. lub 1243 r. kasztelanię żarnowską wraz z dwoma innymi kasztelaniami zapilickimi, które na stałe przeszły do księstwa sandomierskiego.
Z 1191 r. pochodzi wzmianka wymieniająca kościół (capella) w Żarnowie, pośród siedmiu świątyń znajdujących się w uposażeniu kolegiaty sandomierskiej. Powstanie kościoła należy być może wiązać z osobą księcia Kazimierza Sprawiedliwego. W XII wieku był więc Żarnów znaczącym ośrodkiem, siedzibą przedstawiciela książęcej administracji, posiadającym własny gród i kościół. W roku 1224 wymieniony jest Falibóg, kasztelan żarnowski. W 1243 na dokumencie Konrada mazowieckiego wystąpił palatinus żarnowski. W latach 1415–1876 miejscowość posiadała prawa miejskie. Mimo upadku znaczenia Żarnowa w XIV w. na korzyść Opoczna, tytuł kasztelana żarnowieckiego przetrwał do końca I Rzeczypospolitej. Podczas potopu szwedzkiego miała miejsce bitwa pod Żarnowem.
W 1869 roku utracił prawa miejskie, była to m.in. kara za udział mieszkańców w powstaniu styczniowym. Od 1876 r. Żarnów pozostawał pod rządami wójta. W czasie I wojny światowej na zachód od Żarnowa przebiegł front bojowy. W czasie II wojny światowej osada była silnym ośrodkiem Armii Krajowej i Narodowych Sił Zbrojnych.
Podczas okupacji hitlerowskiej w styczniu 1942 roku Niemcy utworzyli getto dla żydowskich mieszkańców. Przebywało w nim około 2500 Żydów. W październiku 1942 zostali wywiezieni do getta w Opocznie, a stamtąd do obozu zagłady Treblinka II i tam zamordowani.
Po okresie zastoju inwestycyjnego, który nastąpił w latach 80., lata 90. przyniosły znaczny postęp. Centrum Żarnowa uległo znacznym zmianom. Grodzisko wygląda bardzo podobnie jak w poprzednich latach.
W 1998 roku do Żarnowa przyłączono sąsiednie wsie: Trestę Wesołą i Dorobną Wieś (nazwa oboczna: Drobna Wieś).

## Zabytki
Według rejestru zabytków NID na listę zabytków wpisane są obiekty:

### Kościół parafialny pw. św. Mikołaja
W pierwszej połowie XII wieku wzniesiono kościół z kamienia ciosowego, który pomimo kolejnych przebudów zachował swoje pierwotne romańskie cechy architektoniczne w części zachodniej. Cechy romańskie ma także wieża łącząca się z frontem kościoła.
Nawet opracowania bardziej ogólne, dotyczące sztuki romańskiej w Polsce wskazują na Żarnów. Ogromnym zainteresowaniem profesjonalistów cieszą się dwa komponenty części romańskiej, empora i okrągła wieża, która uchodzi za jedną z najlepiej zachowanych w kraju.
Kościół zbudowano na dawnym podgrodziu grodu kasztelańskiego, który za czasów Piastów kontrolował ważny szlak drogowy od Sandomierza do Wielkopolski.
Pierwsze przęsło nawy głównej to nawa kościółka romańskiego. Ze ściany dawnej nawy, od strony południowej i północnej pozostały resztki. Sklepienie pochodzi z czasów rozbudowy w XX wieku. Gdy poszukiwano miejsc dla wiernych starano się powiększyć wnętrze przez przybudowanie kaplic – udało się to jeszcze w czasach romańskich i dobudowano ją od strony północnej. W 1510 powstało prezbiterium gotyckie od strony wschodniej, natomiast w południowej części wybudowano kaplice Matki Boskiej Różańcowej i św. Anny.

Przez całe stulecia nie wprowadzano żadnych zmian w części zachodniej, która jest to najbardziej interesującą częścią kościoła i poprzez swą wieżę z emporą jest bardzo charakterystyczna dla epoki romańskiej. Wieża ma 18,5 metrów wysokości, w górnej części grubość muru wynosi 0,80 m, a w dolnej 1,30 m. Pokryta jest stożkowym dachem z blachy miedzianej. Wewnątrz do połowy biegną kamienne schody, kręcone spiralnie i stanowią przejście na emporę. W wieży są dwa prostokątne okna romańskie i trzy ostrołukowe gotyckie oraz otwór zamknięty półkoliście nad szczytem dachu, jest to prawdopodobnie pamiątka po dawnej latrynie. Empora zachowała się prawie kompletnie. Z dołu przez otwór ostrołukowy wchodzi się na emporę kamiennymi schodami, z empory zaś na wieżę. W ścianie północnej zamurowany otwór drzwiowy stanowił przejście na galerię prowadzącą do pomieszczenia zamkowego. Inne źródła wskazują, iż jest przebiciem nowożytnym, wychodzącym na poddasze dawnej przybudówki. Pierwotna balustrada nie istnieje dziś, jednak zachowały się dwa pilastry przyścienne, które świadczą o zamiarze oddzielania empory od nawy za pomocą galerii arkadowej. Zamysłu jednak tego nie wykonano. Część gotycka stanowi wschodnie ramię kościoła, z 1510 roku pochodzi pierwsza wzmianka, że romańską świątynię powiększono poprzez dobudowanie od strony wschodniej gotyckiego prezbiterium. Zbudowane jest na planie prostokąta, ułożonego w szychty. Bogate sklepienie trójprzęsłowe, gwieździste żebrowane. Żebra połączone ze wspornikami stożkowymi zakończone dzbanuszkiem lub wazonikiem. Wbudowane dwa okna ostrołukowe wyposażone w nowoczesne witraże. Ścianę północną ożywiają drzwi od dawnej zakrystii, a obecnie kaplicy Matki Bożej Częstochowskiej. W szczycie ściany wschodniej widać tarcze z herbami Habdank, Poraj i Lis zaś w południowej tarcza z herbem Wąż. Wszystkie są z godłami biskupimi. Herb Wąż odnosi się do Stanisław Przyłęckiego plebana żarnowskiego, Poraj do dziedzica Dłużniewic Andrzeja Róży Boryszowskiego.

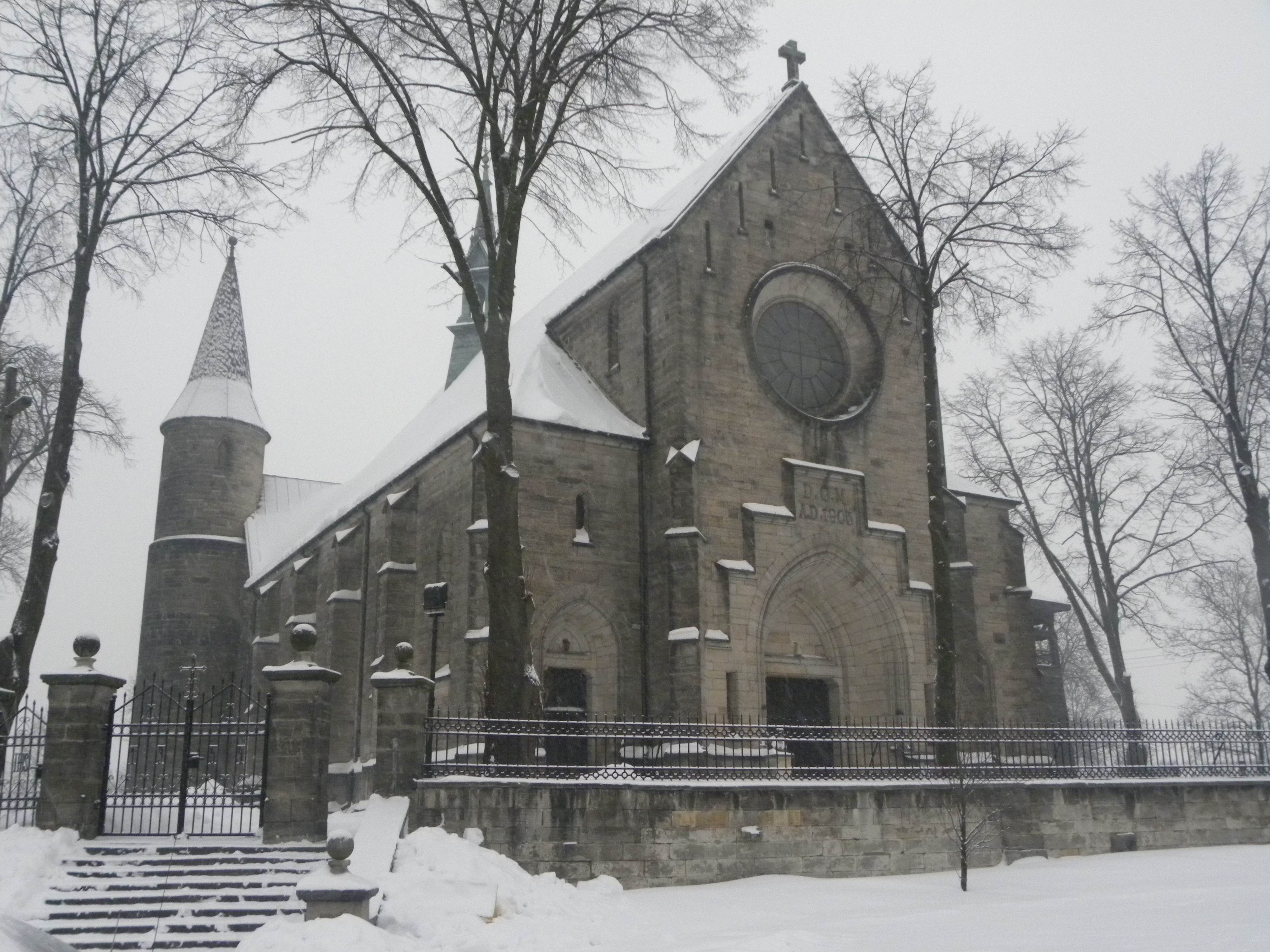
Kościół św. Mikołaja

Habdankiem pieczętował się Jan Konarski, biskup krakowski, który jest związany pokrewieństwem z okolicami Żarnowa. Część neogotycką zaprojektował profesor Stefan Szyller. Jest to układ bazylikowy, zespół trzech naw, gdzie nawa główna, środkowa jest znacznie wyższa i potężniejsza od pozostałych bocznych. Posiada dodatkowe oświetlenie oknami z naw bocznych. Ksiądz Jan Wencel zaprojektował bez okien w nawie środkowej. Kierował się uzyskaniem średniowiecznego półmroku nawy głównej oraz tym, że okna mogłyby osłabić wytrzymałość ścian na ciśnienie sklepienia. Wszystko pokryto dwuspadowym dachem.
Zabudowania miasteczka wznoszą się z południowej i zachodniej strony kościoła. Z części wschodniej widać pobliskie łąki oraz niedalekie lasy. Po stronie północnej od rzeczki Wąglanki, widać grodzisko o nieregularnym kształcie.

### Góra Szwedzka
W centrum Żarnowa znajduje się średniowieczne grodzisko funkcjonujące od końca X do połowy XIII wieku.
Na początku było ono oddzielone od wzgórza kościelnego ogrodzeniem z potężną zabudową. Stał tam zamek kasztelana żarnowskiego. Archeologowie twierdzili, że była to drewniano-ziemna budowla obronna. Wokół grodu wykopana była głęboka fosa. Prace wykopaliskowe podjęto na obiekcie dopiero w latach 70. XX w. w ramach Ekspedycji Wykopaliskowej Polskiej Akademii Nauk w Radomiu pod kierownictwem Ewy Kierzkowskiej – Kalinowskiej.
Współcześnie grodzisko to nosi nazwę Góra Szwedzka. Nazwa związana jest z bitwą pod Żarnowem, do której doszło 16 września 1655 r. między wojskami króla Jana Kazimierza a armią szwedzką.

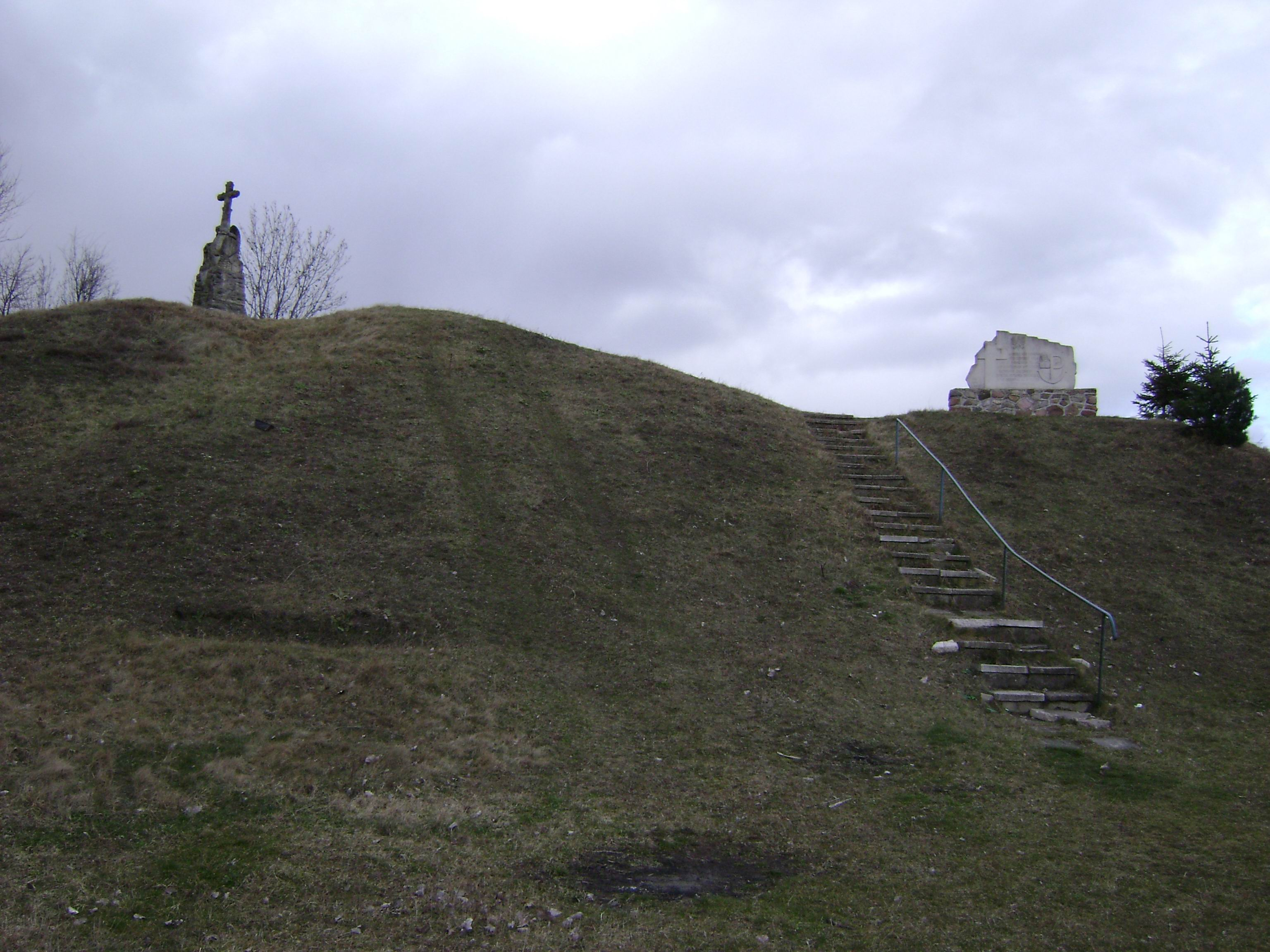
Góra Szwedzka

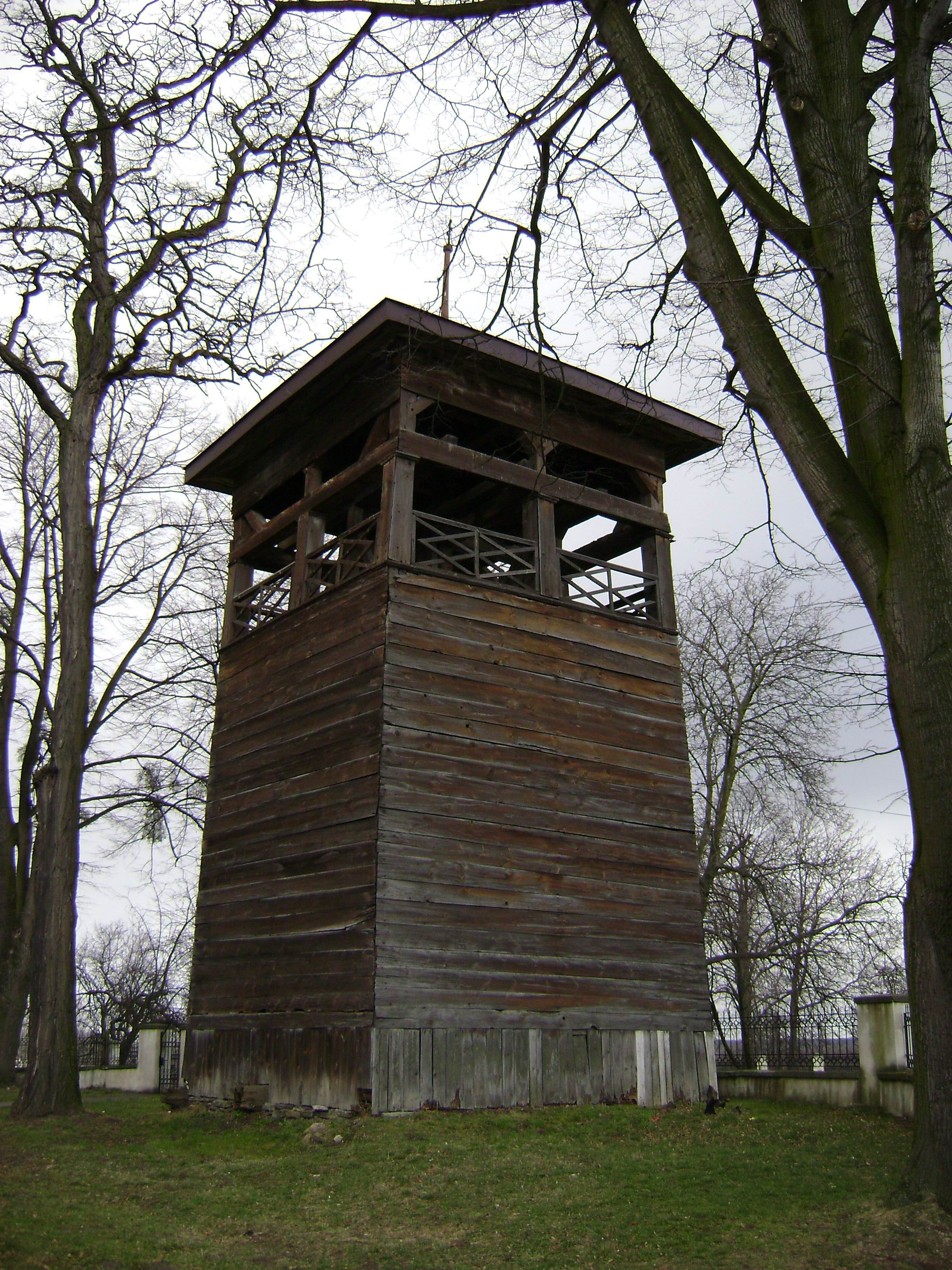
Dzwonnica

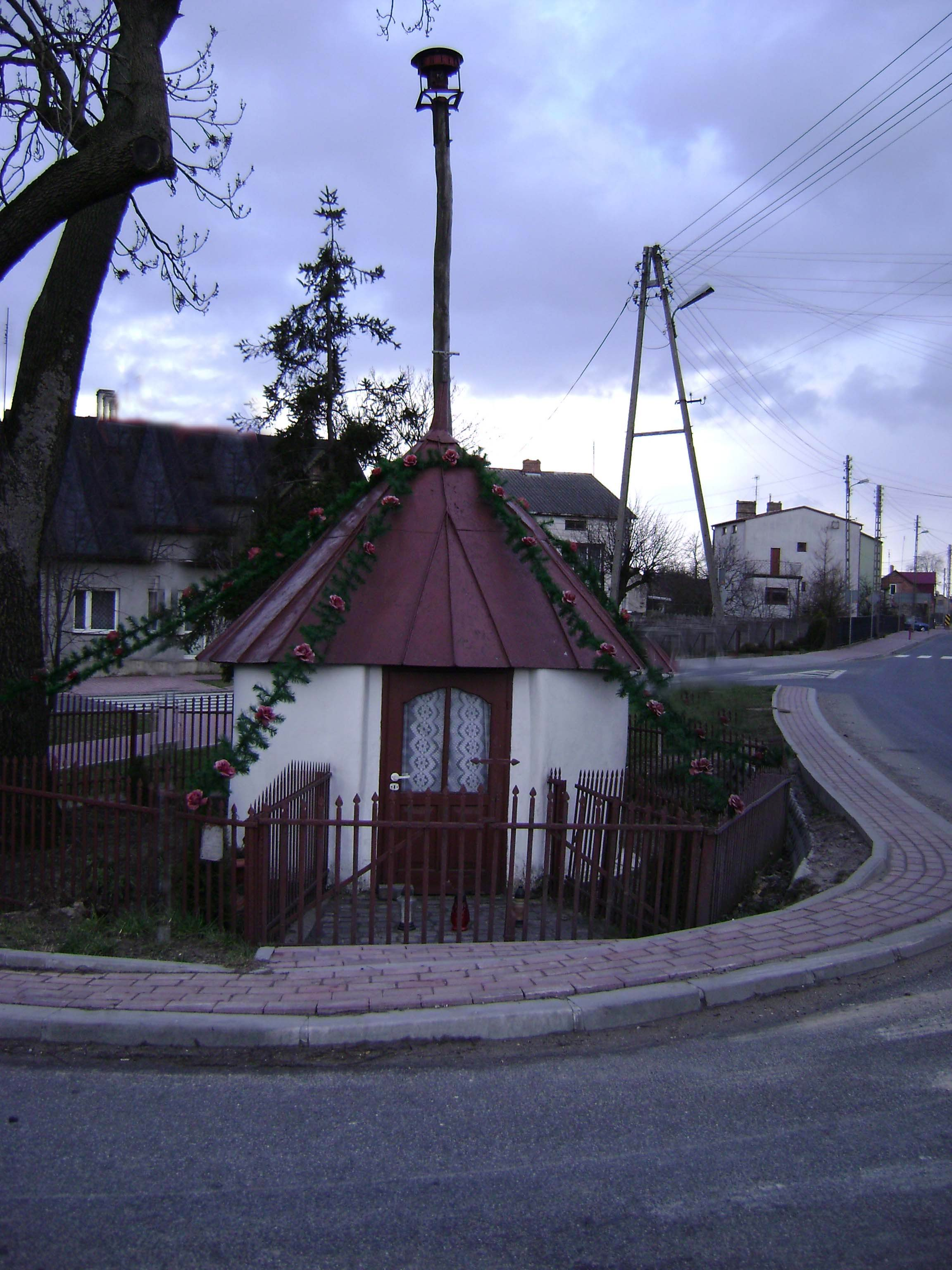
Kaplliczka

Na samym szczycie Szwedzkiej Góry w dniu 3 maja 1923 roku postawiono pomnik z piaskowca (z godłem polskim, krzyżem i aniołem pokoju) dla uczczenia bojowników walczących o wolność Ojczyzny w latach 1831, 1848, 1863, 1918, 1920 (data zatarta podczas profanacji pomnika) i 1929. Co roku w dniach 3 maja i 11 listopada żarnowscy mieszkańcy oddają hołd poległym za wolność ojczyzny.
Dzisiaj nie sposób stwierdzić która część obecnego wzgórza jest naturalnym wyniesieniem, która zniszczonym elementem średniowiecznej warowni, która jeszcze XX-wiecznym nasypem, przygotowanym dla pomieszczenia pomników.

### Śródmieście dawnego miasta
Początkiem Żarnowa był średniowieczny gród znajdujący się na bardzo wysokim nasypie o podstawie kolistej, którego średnica wynosiła 50 m. Wokół grodu biegła głęboka fosa, zasilana wodami rzeki Scepy (inna nazwa rzeki to Żarnów, w XVI w. nazwę zapisywano jako Sczepe). Prawdopodobnie mieściła się tu siedziba książąt plemiennych, z której wywodził się możnowładca Odrowąż Prandota Stary (dynasta kasztelański) i jego potomkowie: Iwo i Jan, biskupi krakowscy, którzy żyli w XII wieku. Żarnów w średniowieczu leżał na jednym z głównych szlaków z Wielkopolski na Ruś. Właśnie tą trasą podróżowali kupcy na wschód. Osada miała ogromne znaczenie handlowe, o którym świadczy herb przyozdobiony w srebrną misę i pięć złotych kłosów. Na temat nazwy tego wczesnośredniowiecznego grodu istnieje wiele legend, ale dwa wytłumaczenia uznaje się za najbardziej prawdopodobne. Pierwsze wywodzi nazwę Żarnów od ośrodka kamieniarskiego istniejącego od niepamiętnych czasów (Sygut 1996). Funkcjonował tu silny ośrodek i wyrabiano żarna z miejscowego piaskowca. Drugie uznaje nazwę miejscowości za nazwę kulturową oznaczającą miejsce żarne (wyżarzony las), czyli obszar wypalony w puszczańskiej kniei, przeznaczony pod uprawy i intensywne zasiedlenie.

### Drewniana dzwonnica z I polowy XIX wieku
Drewniana dzwonnica pochodząca z połowy XIX wieku w Żarnowie słynęła z krystalicznego dźwięku dzwonów, z których najstarsze pochodziły z 1533 i 1731 roku. Zostały one zrabowane przez hitlerowców. Budowla stoi na placu kościelnym. Dziś już tylko spełnia funkcje zabytku.

### Kapliczka choleryczna
Na Placu 900-lecia w 1864 roku wzniesiono kapliczkę za sprawą żarnowianina Mikołaja Millaka. Zbudowano ją w podziękowaniu za uratowanie mieszkańców w czasie wielkiej epidemii cholery. Za patronkę wybrano świętą Rozalię.
7 maja 2009 r. podczas przebudowy skrzyżowania na Placu 900-lecia kapliczkę zdemontowano. Jej konstrukcja w żaden sposób nie pozwalała na przeniesienie w inne miejsce, każda próba przesunięcia groziła rozpadnięciem się ścian. Podjęto decyzję o budowie nowej. W krótkim czasie wiernie odwzorowano nową kapliczkę w pewnym oddaleniu od jezdni. Cały teren został oświetlony.

## Sport
W miejscowości działa klub piłki nożnej, Kasztelan Żarnów.